# Grammy Award de la meilleure prestation pop solo
Le Grammy Award de la meilleure prestation pop solo (Grammy Award for Best Pop Solo Performance) est un prix présenté aux Grammy Awards depuis 2012 à des artistes en solo pour des œuvres de qualité dans le genre de la musique pop.
Cette récompense est issue de la fusion des Grammy Awards de la meilleure chanteuse pop, du meilleur chanteur pop et de la meilleure prestation pop instrumentale (en).

## Lauréats
Liste des lauréats,.
La chanteuse britannique Adele détient le record du nombre de victoires avec un total de 3.

### Années 2010
| Année | Gagnant                                                  | Nominations                          |
| ----- | -------------------------------------------------------- | ------------------------------------ |
| 2012  | Adele avec Someone Like You                              | - Pink avec Fuckin' Perfect          |
| 2013  | Adele avec Set Fire to the Rain (live)                   | - Rihanna avec Where Have You Been   |
| 2014  | Lorde avec Royals                                        | - Justin Timberlake avec Mirrors     |
| 2015  | Pharrell Williams avec Happy (live)                      | - Taylor Swift avec Shake It Off     |
| 2016  | Ed Sheeran avec Thinking Out Loud                        | - The Weeknd avec Can't Feel My Face |
| 2017  | Adele avec Hello                                         | - Ariana Grande avec Dangerous Woman |
| 2018  | Ed Sheeran avec Shape of You                             | - Pink avec What Aboiut Us           |
| 2019  | Lady Gaga avec Joanne (Where Do You Think You're Goin'?) | - Post Malone avec Better Now        |

### Années 2020
| Année | Gagnant                             | Nominations |
| ----- | ----------------------------------- | --- |
| 2020  | Lizzo avec Truth Hurts              | - Taylor Swift avec You Need to Calm Down                                                                                                 |
| 2021  | Harry Styles avec Watermelon Sugar  | - Taylor Swift avec Cardigan |
| 2022  | Olivia Rodrigo avec Drivers License | - Ariana Grande avec Positions |
| 2023  | Adele avec Easy on Me               | - Bad Bunny avec Moscow Mule - Doja Cat avec Woman - Steve Lacy avec Bad Habit - Lizzo avec About Damn Time - Harry Styles avec As It Was |
| 2024  | Miley Cyrus avec Flowers            | - Doja Cat avec Paint the Town Red - Billie Eilish avec What Was I Made For? - Olivia Rodrigo avec Vampire - Taylor Swift avec Anti-Hero  |
| 2025  | Sabrina Carpenter avec Espresso     | - Beyoncé avec Bodyguard - Charli XCX avec Apple - Billie Eilish avec Birds of a Feather - Chappell Roan avec Good Luck, Babe!            |